# Stéphane Richelmi
Stéphane Richelmi, né le 17 mars 1990 à Monaco, est un pilote automobile monégasque.
Fils d'un pilote de rallye international (Jean-Pierre Richelmi), Stéphane Richelmi baigne dès son enfance dans l'univers des courses automobiles. Passionné par cette discipline, c'est à l'âge de douze ans que le jeune Monégasque commence sa carrière en karting. En 2014, Stéphane Richelmi participait au championnat de GP2 Series dans l'équipe championne du monde en titre DAMS, avant de se tourner en 2015, vers le Blancpain Series à bord d'une Audi R8 de l'équipe belge WRT. En 2016, nouveau virage dans la carrière de Stéphane Richelmi qui rejoint l'équipe Alpine Renault en championnat WEC au volant d'une LMP2 et participe en juin au mythique rendez-vous des 24 Heures du Mans qu'il remporte dans sa catégorie.

## Biographie

### Débuts en sport automobile
Soutenu par son père, c'est en 2002, alors âgé de douze ans que Stéphane Richelmi fait ses débuts en karting en participant au championnat Minimes de la région PACA où il disputera deux courses. En 2003, Stéphane Richelmi se retrouve engagé sur les listes du championnat de France FFSA en catégorie Junior et dispute quatre courses dans l'hexagone.
En 2004, Stéphane Richelmi s'engage de nouveau dans le championnat de France FFSA où il participe cette fois-ci à cinq épreuves. En parallèle, il rejoint également le championnat Rotax Max en catégorie junior où il gagnera sa première course. 2005 marque un nouveau tournant à sa carrière, il rejoint le championnat Rotax Max Mojo où il s'impose comme l'un des favoris. En effet, après avoir disputé cinq courses dans la catégorie, il occupe la troisième place du championnat mais doit faire le choix d'interrompre temporairement la compétition afin de se consacrer à la poursuite de ses études. Il reprendra son casque un peu plus tard dans l'année, lors de la prestigieuse compétition Monaco Kart Cup où il obtient, avec son équipage composé d'Ortelli, Da Silva et Chauvet, la septième position sous les couleurs du groupe Polymetal.
En 2006, le jeune Monégasque participe au Championnat belge de Formule Renault 1.6 en intégrant l'équipe Thierry Boutsen Racing. Une année qui sera placée sous le signe de l'apprentissage de la monoplace et de la découverte de l'univers du sport automobile à l'international. Après avoir obtenu d'excellents résultats, Stéphane Richelmi rejoint en 2007 le championnat d'Eurocup Formula Renault 2.0 avec l'équipe Boutsen Energy Racing et poursuit dans cette discipline en 2008, cette fois avec l'équipe Epsilon Euskadi.
En 2009, nouvelle évolution pour Stéphane Richelmi qui s'inscrit au championnat de Formule 3 britannique sous les couleurs d'Epsilon Euskadi, mais également au championnat de Formule 3 italienne avec l'équipe RC Motorsport, où il termine le championnat à la sixième place.
En 2010, le pilote monégasque s'engage auprès de l'équipe Lucidi Motors dans le championnat de Formule 3 italienne. Il remporte 4 victoires, réalise 4 podiums (3 seconde place et 1 troisième place), 1 pole position, 2 « Top 3 » en qualifications (avec 1 seconde et une troisième place sur la grille) et réussit la performance de finir 14 courses sur 16 dans les points. Finalement, il décroche la seconde place du championnat seulement quelques points derrière le vainqueur. En décembre de cette même année, ayant obtenu une place sur le podium du championnat, Stéphane est invité à tester la Ferrari F2008 à Vallelunga.

### 2011-2014: World Series by Renault et GP2 Series
En 2011, et grâce à un parcours sans faute et remarqué, Stéphane gravit une nouvelle marche vers l'élite du sport automobile en rejoignant l'équipe International Draco Racing, alors engagée en World Series by Renault.
En 2012, Stéphane Richelmi est amené à rejoindre le GP2 Series, antichambre de la F1, au sein de l'équipe Trident Racing.
Avec l'expérience acquise durant cette saison 2012, Stéphane Richelmi choisit de rejoindre l'écurie DAMS pour la saison 2013. À la mi-saison, le Monégasque se positionne à la septième place du championnat du monde de GP2 Series avec un regain de forme depuis Silverstone. Il signe sa première pole position dans la discipline au grand prix d'Allemagne. Grâce à une fin de saison régulière et qui le met en avant, il termine finalement le championnat 2013 en 8e position avec un total de 103 points.
Après une saison plus qu'encourageante, le jeune monégasque et l'équipe DAMS décident de prolonger leur collaboration pour 2014 dans l'espoir d'aller ensemble, chercher les titres.

### 2015: Blancpain Endurance & Sprint Series
Après trois saisons en GP2 Series, Stéphane prend la décision fin 2014 de se diriger vers le Blancpain Series et signe avec l'équipe WRT dans laquelle il aura, par ailleurs, effectué les deux dernières courses de la saison. Aligné au côté de pilotes de renoms tels que Frank Stippler ou Stéphane Ortelli, Richelmi fera preuve d'une adaptation rapide à sa nouvelle voiture. Lors de la première course, l’équipage monégasque décrochera la victoire en manche qualificative avant de monter sur la seconde marche du podium lors de la course principale du weekend. L'Audi R8 numéro 3 remontera sur le podium lors de la course de Silverstone et terminera à de nombreuses reprises dans les points. Lors de la dernière manche d'Endurance sur le circuit du Nurburgring, l'équipe WRT empochera grâce à ses équipages le titre "équipe" de la discipline. Richelmi terminera dans le même temps à la sixième place du championnat Sprint pour sa première saison.

### 2016-2017: Championnat du monde d'endurance WEC
En 2016, Stéphane Richelmi se lance un nouveau défi en rejoignant le Championnat du monde d'endurance FIA au côté de l'équipe Signatech Alpine en catégorie LMP2. En mai, il signe sa première victoire lors de la deuxième manche, dans le cadre des 6 Heures de Spa. C'est d'ailleurs en qualité de leader du championnat que le jeune monégasque et son équipage prenaient le départ des 24 Heures du Mans, le 18 juin. Après une course solide et une fiabilité impeccable de la part de l'équipe, le natif de Monaco remporte, pour sa première participation, l'épreuve mancelle au côté de Nicolas Lapierre et Gustavo Menezes en catégorie LMP2.Après ce succès, l'équipage affirmera sa domination en remportant les manches du Nurburgring et d'Austin. Mis à part la manche de Shangaï le trio n'a plus quitté le podium depuis la manche de Spa Francorchamps, au printemps dernier. Ce qui leur permit de décrocher le titre mondial de la catégorie.
Toujours au sein de l'équipe Signatech-Alpine-Matmut il repart en 2017 pour une nouvelle campagne mondiale en LMP2 à bord de l'alpine A470 N°35

## Résultats en monoplace
| Saison | Championnat                                 | Écurie                    | Courses | Victoires | Pole positions | Meilleurs tours | Podiums | Points | Classement |
| ------ | ------------------------------------------- | ------------------------- | ------- | --------- | -------------- | --------------- | ------- | ------ | ---------- |
| 2006   | Formule Renault 1.6 Belgique                | Thierry Boutsen Racing    | 12      | 0         | 0              | 0               | 0       | 56     | 12e        |
| 2007   | Eurocup Formula Renault 2.0                 | Boutsen Energy Racing     | 14      | 0         | 0              | 0               | 0       | 0      | n.c        |
| 2007   | Championnat d'Italie de Formula Renault     | Thierry Boutsen Racing    | 2       | 0         | 0              | 0               | 0       | 0      | n.c        |
| 2008   | Formule Renault NEC                         | Epsilon Sport             | 7       | 0         | 0              | 0               | 0       | 10     | 16e        |
| 2008   | Eurocup Formula Renault 2.0                 | Epsilon Sport             | 8       | 0         | 0              | 0               | 0       | 0      | n.c        |
| 2008   | Formule 3 Euroseries                        | Barazi-Epsilon            | 6       | 0         | 0              | 0               | 0       | 0      | n.c        |
| 2009   | Championnat de Grande-Bretagne de Formule 3 | Barazi-Epsilon            | 15      | 0         | 0              | 0               | 0       | 4      | 19e        |
| 2009   | Championnat d'Italie de Formule 3           | RC Motorsport             | 12      | 0         | 0              | 0               | 3       | 92     | 6e         |
| 2010   | Championnat d'Italie de Formule 3           | Lucidi Motors             | 16      | 4         | 1              | 0               | 8       | 153    | 2e         |
| 2011   | Formula Renault 3.5 Series                  | International DracoRacing | 9       | 0         | 0              | 0               | 0       | 6      | 19e        |
| 2011   | GP2 Series                                  | Trident Racing            | 2       | 0         | 0              | 0               | 0       | 0      | 31e        |
| 2012   | GP2 Series                                  | Trident Racing            | 24      | 0         | 0              | 0               | 1       | 25     | 18e        |
| 2013   | GP2 Series                                  | DAMS                      | 22      | 0         | 0              | 0               | 1       | 103    | 8e         |
| 2014   | GP2 Series                                  | DAMS                      | 22      | 1         | 1              | 0               | 2       | 73     | 9e         |

## Résultats en Blancpain Sprint Series
| Année | Equipe                     | Voiture           | Catégorie | 1        | 2        | 3         | 4        | 5          | 6         | 7        | 8        | 9         | 10       | 11        | 12        | 13       | 14       | Pos. | Points |
| ----- | -------------------------- | ----------------- | --------- | -------- | -------- | --------- | -------- | ---------- | --------- | -------- | -------- | --------- | -------- | --------- | --------- | -------- | -------- | ---- | ------ |
| 2014  | Belgian Audi Club Team WRT | Audi R8 LMS Ultra | Pro       | NOG QR   | NOG CR   | BRH QR    | BRH CR   | ZAN QR     | ZAN CR    | SVK QR   | SVK CR   | ALG QR    | ALG CR   | ZOL QR 23 | ZOL CR 10 | BAK QR 3 | BAK CR 4 | 15e  | 18     |
| 2015  | Belgian Audi Club Team WRT | Audi R8 LMS Ultra | Pro       | NOG QR 1 | NOG CR 2 | BRH QR 11 | BRH CR 7 | ZOL QR Abd | ZOL CR 10 | MOS QR 9 | MOS CR 4 | ALG QR 15 | ALG CR 5 | MIS QR 5  | MIS CR 7  | ZAN QR 5 | ZAN CR 5 | 6e   | 76     |

## Résultats en Endurance

### 24 heures du Mans
| Année | Equipe                | Coéquipiers                      | Voiture     | Classe | Tours | Pos. | Class Pos. |
| ----- | --------------------- | -------------------------------- | ----------- | ------ | ----- | ---- | ---------- |
| 2016  | Signatech Alpine      | Nicolas Lapierre Gustavo Menezes | Alpine A460 | LMP2   | 357   | 5e   | 1er        |
| 2018  | Jackie Chan DC Racing | Ho-Pin Tung Gabriel Aubry        | Oreca 07    | LMP2   | 356   | 10e  | 6e         |
| 2019  | Jackie Chan DC Racing | Ho-Pin Tung Gabriel Aubry        | Oreca 07    | LMP2   | 367   | 7e   | 2e         |

### Championnat du monde d'endurance FIA (WEC)
(Les courses en gras indiquent la pole position) (Les courses en italiques indiquent le meilleur temps)
| Année   | Écurie                  | Voiture     | Moteur                     | Classe | 1               | 2                | 3               | 4               | 5               | 6                | 7               | 8                | 9                | Position | Points |
| ------- | ----------------------- | ----------- | -------------------------- | ------ | --------------- | ---------------- | --------------- | --------------- | --------------- | ---------------- | --------------- | ---------------- | ---------------- | -------- | ------ |
| 2016    | Signatech Alpine Matmut | Alpine A470 | Gibson GK428 4,2 l V8 Atmo | LMP2   | SIL gén:7 cls:4 | SPA gén:7 cls:1  | LMS gén:5 cls:1 | NÜR gén:8 cls:1 | MEX gén:7 cls:2 | CDA gén:8 cls:1  | FUJ gén:9 cls:3 | SHA gén:11 cls:4 | BHR gén:11 cls:3 | 1re      | 199    |
| 2018–19 | Jackie Chan DC Racing   | Oreca 07    | Gibson GK428 4,2 l V8 Atmo | LMP2   | SPA gén:7 cls:1 | LMS gén:10 cls:6 | SIL gén:4 cls:1 | FUJ gén:7 cls:2 | SHA gén:8 cls:1 | SEB gén:29 cls:6 | SPA gén:9 cls:3 | LMS gén:7 cls:2  |                  | 2e       | 166    |

### Asian Le Mans Series
| Année     | Ecurie                       | Châssis  | Moteur                      | Classe | 1     | 2     | 3     | 4     | Position | Points |
| --------- | ---------------------------- | -------- | --------------------------- | ------ | ----- | ----- | ----- | ----- | -------- | ------ |
| 2017-2018 | Jackie Chan DC Racing X Jota | Oreca 05 | Nissan VK45DE 4,5 l V8 Atmo | LMP2   | ZHU 1 | FUJ 1 | THA 2 | SEP 1 | 1re      | 95     |